# アール・ロイド
アール・フランシス・ロイド (Earl Francis Lloyd, 1928年4月3日 - 2015年2月26日) は1950年代のNBAでプレイしたアメリカ合衆国出身の元バスケットボール選手。出生地はバージニア州アレクサンドリア、出身大学はウェストバージニア州立大学。初めてNBAの公式試合に出場した黒人選手として知られる。
2003年バスケットボール殿堂入りを果たし、2015年に86歳で亡くなった。

## 経歴
ウェストバージニア州立大学でプレイしたロイドは、1948年と1949年の2度に渡って同校をCIAAカンファレンス・トーナメント優勝に導き、1947-48シーズンは無敗でシーズンを終えた。個人としては在学中に3度のオールカンファレンスチーム、2度のオールアメリカンチームに選ばれ、最終学年には平均14得点8リバウンドを記録している。

### NBAキャリア
大学卒業後、1950年のNBAドラフトでワシントン・キャピトルズから指名を受ける。ロイドは同年に指名を受けたチャック・クーパー、ナサニエル・クリフトンと共にNBA史上初の黒人選手となった。そして1950-51シーズンの10月31日、対ロチェスター・ロイヤルズ戦にて、他の2人に先駆けて公式戦デビューを果たし、NBA史上初めて公式戦に出場した黒人選手となった。しかしキャピトルズはこのシーズン途中の1月9日に解散してしまうため、ロイドのルーキーイヤーはわずか7試合の出場で6.1得点6.7リバウンドの成績に終わった。その後、どのチームとも契約を結ぶことができなかったロイドは陸軍に入隊し、1952年までを軍隊で過ごした。
1952-53シーズンにはNBAに復帰し、キャリアの大半を過ごすことになるシラキュース・ナショナルズと契約。以後少しずつ成績を伸ばしていき、1954-55シーズンにはキャリアハイとなる10.2得点7.7リバウンドを記録した。当時のナショナルズはドルフ・シェイズを中心とした強豪チームとしてリーグに君臨し、ロイドが入団して3年目にあたる1954-55シーズンにはフォートウェイン・ピストンズを破って初優勝を果たし、ロイドはジム・タッカーと共にNBA制覇を経験した初の黒人選手となった。ナショナルズはこの優勝を前後して3年連続NBAファイナルに進出するが、ロイドはナショナルズ（現フィラデルフィア・76ers）最初の黄金期の主力選手の1人として活躍した。
ロイドは1957-58シーズンを最後に6シーズン過ごしたナショナルズを去り、デトロイト・ピストンズに移籍した。ピストンズでは2シーズンだけプレイし、1959-60シーズンを最後に現役から引退した。
NBA通算成績は9シーズン560試合の出場で、4,682得点（平均8.4得点）3,609リバウンド（平均6.4リバウンド）の成績だった。

### 引退後・その他
- 引退後の1965年にはピストンズのヘッドコーチ候補に挙げられた。もし実現すればアメリカ4大メジャースポーツ初の黒人ヘッドコーチ誕生だったが、この時は実現しなかった。その後、1971年から2シーズンの間、ピストンズのヘッドコーチを務め、通算成績は77試合22勝55敗、勝率.286だった。
- 2007年にロイドの母校であるT.C.ウィリアムズ高校で新設されたバスケットコートには名前が冠された。当時のロイドはアパルトヘイトのために同校ではプレイできず、実際はパーカー・クレイ高校でプレイしていた。T.C.ウィリアムズ高校はデンゼル・ワシントン主演の映画『タイタンズを忘れない』の舞台となった高校である。
- 人種差別が横行する当時は試合中のロイドへの罵詈雑言の嵐は日常茶飯事で、ピストンズとのファイナルでも観客から「アフリカに帰れ」などの暴言が浴びせられた[2]。
- 2015年2月26日に死亡した[1][3]。